# Університет Макерере
Университет Макерере (англ. Makerere University, МАК) — найбільший та найстаріший університет Уганди.

## Історія та сьогодення
Був заснований як технічна школа 1922 року. 1963 став Університетом Східної Африки, який готував до здобуття ступеня Лондонського університету. Незалежним національним університетом став 1970 року, коли Університет Східної Африки розділився на три незалежних виші — Університет Найробі (Кенія), Університет Дар-ес-Салама (Танзанія) та Університет Макерере.
Нині Макерере налічує 22 факультети, інститути та школи, у яких навчаються 30 тисяч студентів і 3 тисячі магістрів та докторантів.

## Відомі випускники
- Мілтон Оботе — президент Уганди
- Джуліус Ньєрере — перший президент Танзанії
- Бенджамін Мкапа — колишній президент Танзанії
- Мваї Кібакі — колишній президент Кенії
- Амама Мбабазі — колишній прем'єр-міністр Уганди
- Пол Кауонга Семогерере — колишній міністр Уганди.